# Liste der Hamburger Bezirksamtsleiter

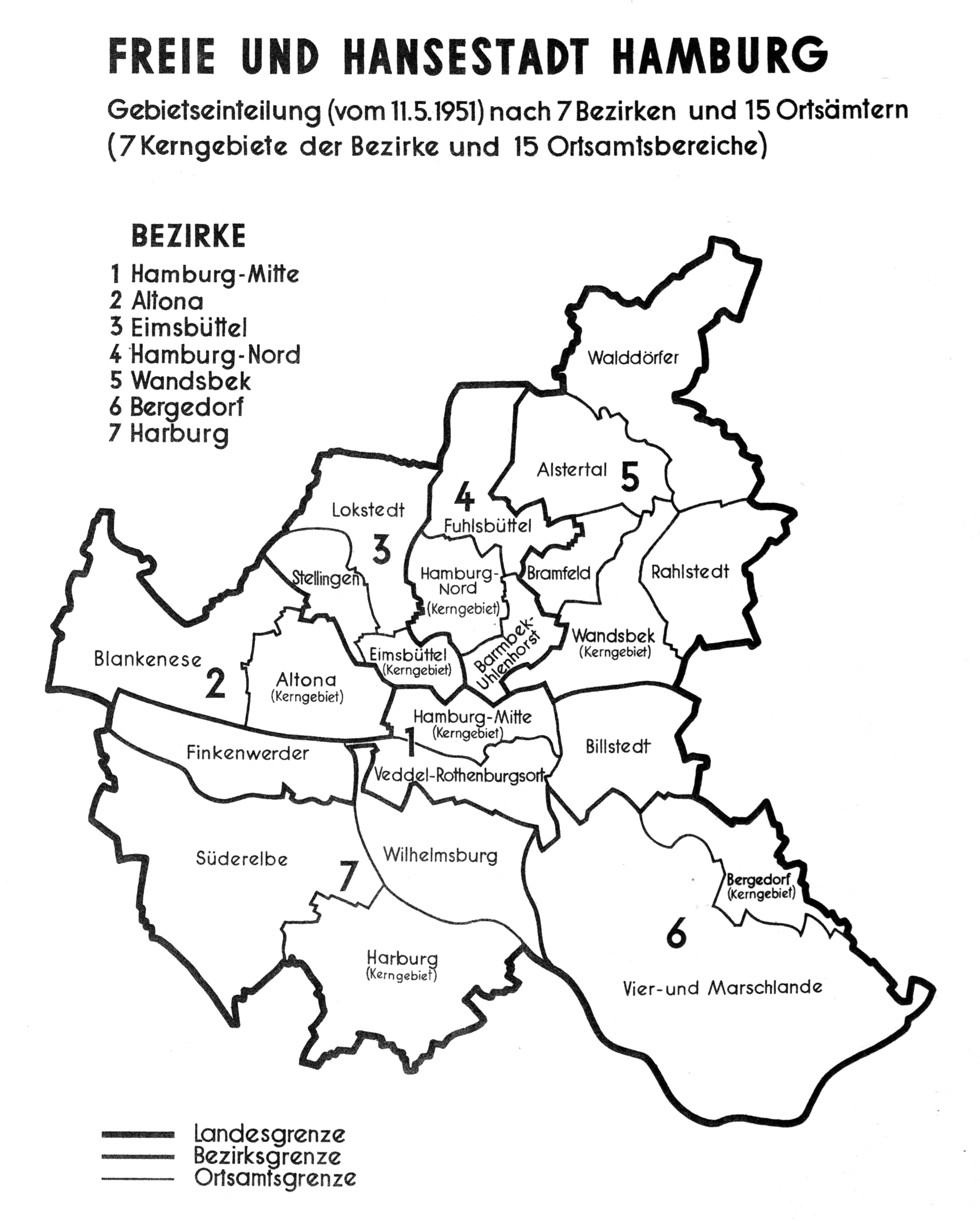
Gebietseinteilung der Bezirke (mit Ortsämtern) 1951

Die Liste der Hamburger Bezirksamtsleiter enthält die Leiter der sieben Bezirke in Hamburg. In der Anfangszeit wurden sie als Bezirksleiter bezeichnet. Sie traten ihre Ämter bereits vor Veröffentlichung des Bezirksverwaltungsgesetzes 1951 an.

## Hamburg-Mitte
| Amtszeit    | Name                 | Partei | Anmerkung                                                       |
| ----------- | -------------------- | ------ | --------------------------------------------------------------- |
| 1949 – 1950 | Paul Plothe          |        | kommissarisch; zugleich Leiter des Ortsamtes Barmbek-Uhlenhorst |
| 1950 – 1961 | Walter Düsedau       |        |                                                                 |
| 1961 – 1971 | Walther Lübbersmeyer |        |                                                                 |
| 1971 – 1977 | Karl Kalff           |        |                                                                 |
| 1977 – 1989 | Hubert Jungesblut    |        |                                                                 |
| 1989 – 1995 | Peter Reichel        |        |                                                                 |
| 1995 – 2001 | Rolf Miller          | SPD    |                                                                 |
| 2001        | Ernst Cramer         |        | kommissarisch                                                   |
| 2001 – 2012 | Markus Schreiber     | SPD    |                                                                 |
| 2012        | Rüdiger Elwart       | SPD    | kommissarisch                                                   |
| 2012 – 2016 | Andy Grote           | SPD    |                                                                 |
| 2016 – 2021 | Falko Droßmann       | SPD    |                                                                 |
| seit 2022   | Ralf Neubauer        | SPD    |                                                                 |

## Altona
| Amtszeit    | Name               | Partei        | Anmerkung                                                                |
| ----------- | ------------------ | ------------- | ------------------------------------------------------------------------ |
| 1945 – 1954 | August Kirch       |               | Ortsamtsleiter; bis 1950: kommissarischer Bezirksleiter                  |
| 1954 – 1963 | Walter Kunze       |               |                                                                          |
| 1963 – 1984 | Werner Maschek     |               |                                                                          |
| 1984 – 1995 | Hans-Peter Strenge | SPD           |                                                                          |
| 1996 – 2002 | Uwe Hornauer       | SPD           |                                                                          |
| 2002 – 2003 | Uwe Hornauer       | SPD           | von der Bezirksversammlung wiedergewählt, vom Senat aber nicht bestätigt |
| 2002 – 2003 | Kersten Albers     | SPD           | amtierender Bezirksamtsleiter                                            |
| 2003 – 2007 | Hinnerk Fock       | FDP           |                                                                          |
| 2007 – 2013 | Jürgen Warmke-Rose | CDU/parteilos |                                                                          |
| 2013 – 2019 | Liane Melzer       | SPD           |                                                                          |
| seit 2019   | Stefanie von Berg  | Grüne         |                                                                          |

## Eimsbüttel
| Amtszeit    | Name                      | Partei    | Anmerkung                |
| ----------- | ------------------------- | --------- | ------------------------ |
| 1945 – 1957 | Paul Wolff                |           | bis 1950: Ortsamtsleiter |
| 1957 – 1974 | Harald Sieg               |           |                          |
| 1974 – 1980 | Günter Kastenmeyer        |           |                          |
| 1980 – 1996 | Ingrid Nümann-Seidewinkel | SPD       |                          |
| 1996 – 2010 | Jürgen Mantell            | SPD       | bis 1998 kommissarisch   |
| 2010 – 2016 | Torsten Sevecke           | SPD       |                          |
| 2017 – 2023 | Kay Gätgens               | SPD       |                          |
| seit 2023   | Sonja Böseler             | parteilos |                          |

## Hamburg-Nord
| Amtszeit    | Name                 | Partei | Anmerkung                                                     |
| ----------- | -------------------- | ------ | ------------------------------------------------------------- |
| 1945 – 1954 | August Obenhaupt     | SPD    | bis 1949: Leiter des damaligen Ortsamtes Eppendorf-Winterhude |
| 1954 – 1973 | Kurt Braasch         | DP     |                                                               |
| 1973 – 1989 | Werner Weidemann     | SPD    |                                                               |
| 1990 – 1997 | Jochen von Maydell   | SPD    |                                                               |
| 1997 – 2008 | Mathias Frommann     | SPD    |                                                               |
| 2008 – 2009 | Harald Rösler        | SPD    | kommissarisch                                                 |
| 2009 – 2012 | Wolfgang Kopitzsch   | SPD    |                                                               |
| 2012 – 2018 | Harald Rösler        | SPD    | zunächst kommissarisch                                        |
| 2018 – 2019 | Yvonne Nische        | SPD    | kommissarisch 1. Juli 2018 bis Januar 2019                    |
| 2019 – 2020 | Ralf Staack          | SPD    | kommissarisch 21. Januar 2019 bis Februar 2020                |
| 2020–2025   | Michael Werner-Boelz | Grüne  |                                                               |
| seit 2025   | Bettina Schomburg    | SPD    |                                                               |

## Wandsbek
| Amtszeit    | Name                           | Partei | Anmerkung                              |
| ----------- | ------------------------------ | ------ | -------------------------------------- |
| 1945 – 1954 | Heinrich Müller                |        | Ortsamtsleiter; ab 1950: Bezirksleiter |
| 1954 – 1980 | Achim Helge Freiherr von Beust | CDU    |                                        |
| 1980 – 1984 | Rolf Lange                     | SPD    |                                        |
| 1985 – 1987 | Dieter Mahnke                  | SPD    |                                        |
| 1987 – 1993 | Ingrid Soehring                | CDU    |                                        |
| 1993 – 2001 | Klaus Meister                  | SPD    |                                        |
| 2001 – 2007 | Gerhard Fuchs                  | CDU    |                                        |
| 2007 – 2011 | Cornelia Schröder-Piller       | CDU    |                                        |
| seit 2011   | Thomas Ritzenhoff              | SPD    |                                        |

## Bergedorf
| Amtszeit    | Name                      | Partei | Anmerkung                              |
| ----------- | ------------------------- | ------ | -------------------------------------- |
| 1945        | Friedrich Frank           | SPD    | Leiter der Kreisverwaltung 9           |
| 1946 – 1962 | Albert Schaumann          |        | bis 1949: Leiter der Kreisverwaltung 9 |
| 1962 – 1978 | Wilhelm Lindemann         |        |                                        |
| 1978 – 1983 | Jörg König                | SPD    |                                        |
| 1983 – 2001 | Christine Steinert        | SPD    |                                        |
| 2001 – 2011 | Christoph Krupp           | SPD    |                                        |
| 2011 – 2021 | Arne Dornquast            | SPD    |                                        |
| seit 2021   | Cornelia Schmidt-Hoffmann | SPD    |                                        |

## Harburg
| Amtszeit    | Name                   | Partei    | Anmerkung                                                                       |
| ----------- | ---------------------- | --------- | ------------------------------------------------------------------------------- |
| 1945 – 1954 | Alfred Höhlein         | SPD       | bis 1949: Leiter der Kreisverwaltung 8                                          |
| 1954 – 1957 | Werner Stelly          | SPD       |                                                                                 |
| 1958 – 1968 | Walter Mohr            | SPD       |                                                                                 |
| 1968 – 1977 | Hans Dewitz            | SPD       |                                                                                 |
| 1977 – 1984 | Helmut Raloff          | SPD       |                                                                                 |
| 1984 – 1990 | Jobst Fiedler          | SPD       |                                                                                 |
| 1991 – 1997 | Michael Ulrich         | SPD       |                                                                                 |
| 1997 – 2004 | Bernhard Hellriegel    | SPD       |                                                                                 |
| 2004 – 2005 | Burkhardt Jaeschke     | parteilos | kommissarischer Bezirksamtsleiter für den schwer erkrankten Bernhard Hellriegel |
| 2005 – 2011 | Torsten Meinberg       | CDU       |                                                                                 |
| 2012 – 2017 | Thomas Völsch          | SPD       | † November 2017                                                                 |
| 2017 – 2018 | Dierk Trispel          | parteilos | geschäftsführend                                                                |
| 2018 – 2024 | Sophie Fredenhagen     | SPD       |                                                                                 |
| 2024 – 2025 | Dierk Trispel          | parteilos | kommissarisch 1. Oktober 2024 bis 29. April 2025                                |
| 2025        | Christian Queckenstedt |           | kommissarisch                                                                   |
| seit 2025   | Christian Carstensen   | SPD       |                                                                                 |